# Gestação

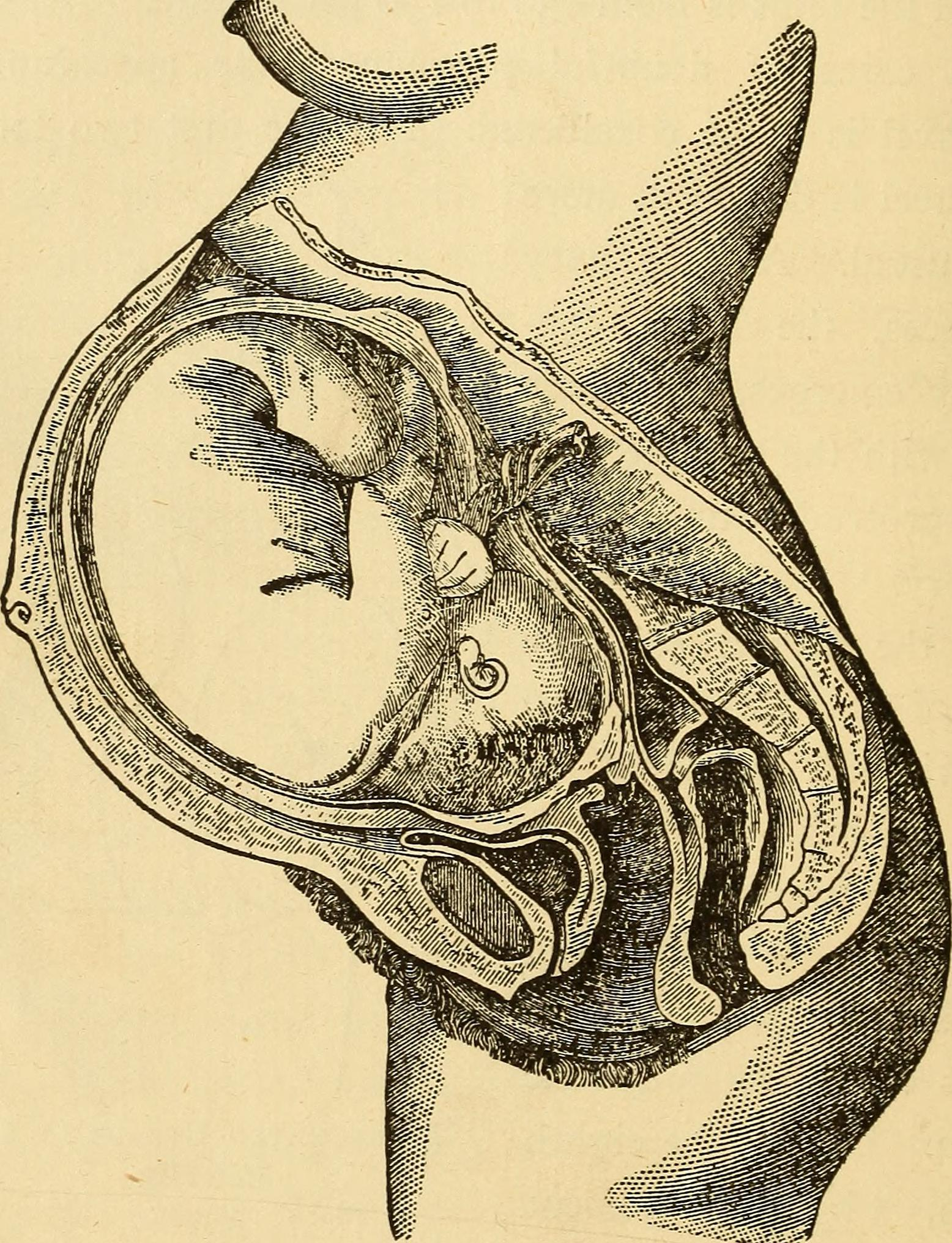
Desenho de um feto no útero

Gestação é o período de desenvolvimento durante o transporte de um embrião e, posteriormente, de um feto, dentro de animais vivíparos (o embrião se desenvolve dentro do pai). É típico para mamíferos, mas também ocorre para alguns não-mamíferos. Os mamíferos durante a gravidez podem ter uma ou mais gestações ao mesmo tempo, por exemplo, em nascimentos múltiplos.
O intervalo de tempo de uma gestação é chamado de período de gestação. Em obstetrícia, a idade gestacional refere-se ao tempo desde o início da última menstruação, que em média é a idade de fecundação mais duas semanas.

## Mamíferos
Nos mamíferos, a gravidez começa quando um zigoto (óvulo fecundado) se implanta no útero da fêmea e termina quando o feto deixa o útero durante o trabalho de parto ou um aborto (induzido ou espontâneo).

### Humanos

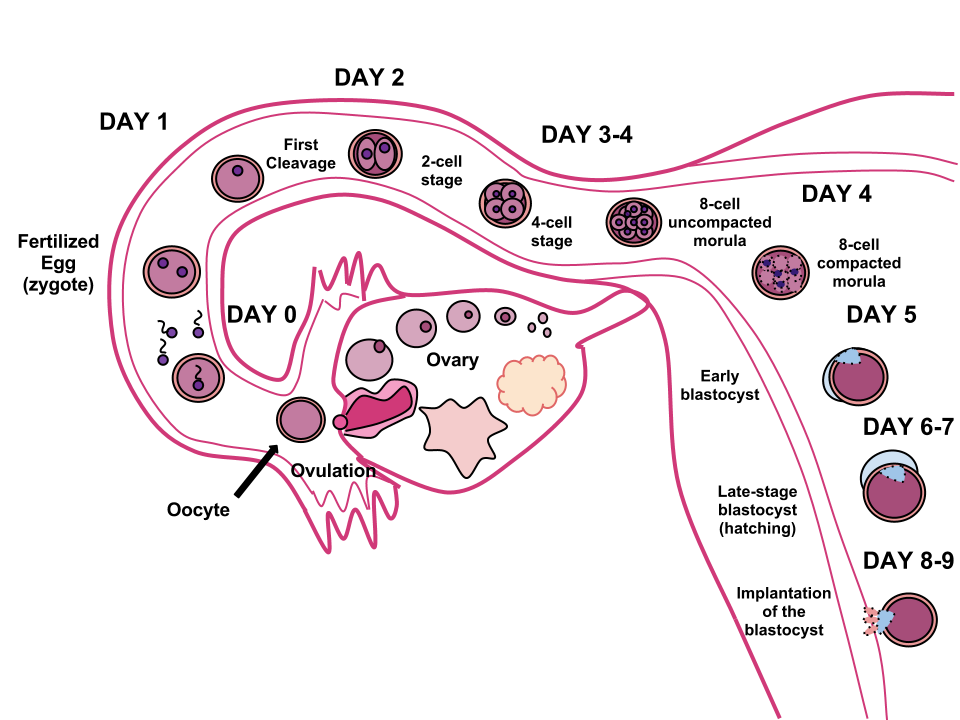
Linha do tempo da fertilização humana

Em humanos, a gravidez pode ser definida clinicamente ou bioquimicamente. Clinicamente, a gravidez começa a partir da última menstruação da mãe. Bioquimicamente, a gravidez começa quando os níveis de gonadotrofina coriônica humana (hCG) de uma mulher aumentam acima de 25 mIU/mL.
A gravidez humana pode ser dividida em três trimestres, cada um com aproximadamente três meses de duração: o primeiro, segundo e terceiro trimestre. O primeiro trimestre é da última menstruação até a 13.ª semana, o segundo trimestre é da 14.ª a 28/29.ª semana e o terceiro trimestre é de 29/30 a 42.ª semana. O nascimento normalmente ocorre em uma idade gestacional de cerca de quarenta semanas, embora seja comum que os nascimentos ocorram de 37 a 42 semanas. O parto que ocorre antes de 37 semanas de gestação é considerado trabalho de parto prematuro e pode resultar de vários fatores, incluindo partos prematuros anteriores.
A assistência pré-natal é importante para a manutenção de uma gravidez saudável e vigilância das complicações relacionadas. Em países desenvolvidos, o pré-natal normalmente envolve consultas mensais durante os dois primeiros trimestres, com um número crescente de consultas mais próximas do parto. Nessas visitas, os profissionais de saúde avaliarão uma variedade de métricas parentais e fetais, incluindo crescimento fetal e frequência cardíaca, doenças congênitas, pressão arterial materna, entre outros.
Após o nascimento, os profissionais de saúde irão medir o peso do bebê, sinais vitais, reflexos, circunferência da cabeça, tônus muscular e postura para ajudar a determinar a idade gestacional.
Vários fatores podem influenciar a duração da gestação, incluindo doenças na gravidez e assistência pré-natal adequada. As taxas de morbidade e doenças preexistentes que predispõem as mães a complicações relacionadas à gravidez com risco de vida nos Estados Unidos estão aumentando. O peso desse fardo é experimentado por mulheres negras não hispânicas. A inacessibilidade do pré-natal pode explicar parcialmente essa disparidade em curso. Outros fatores que afetam a utilização de cuidados pré-natais incluem status socioeconômico, status de seguro, creche, apoio social, moradia e status de imigração.

## Não mamíferos

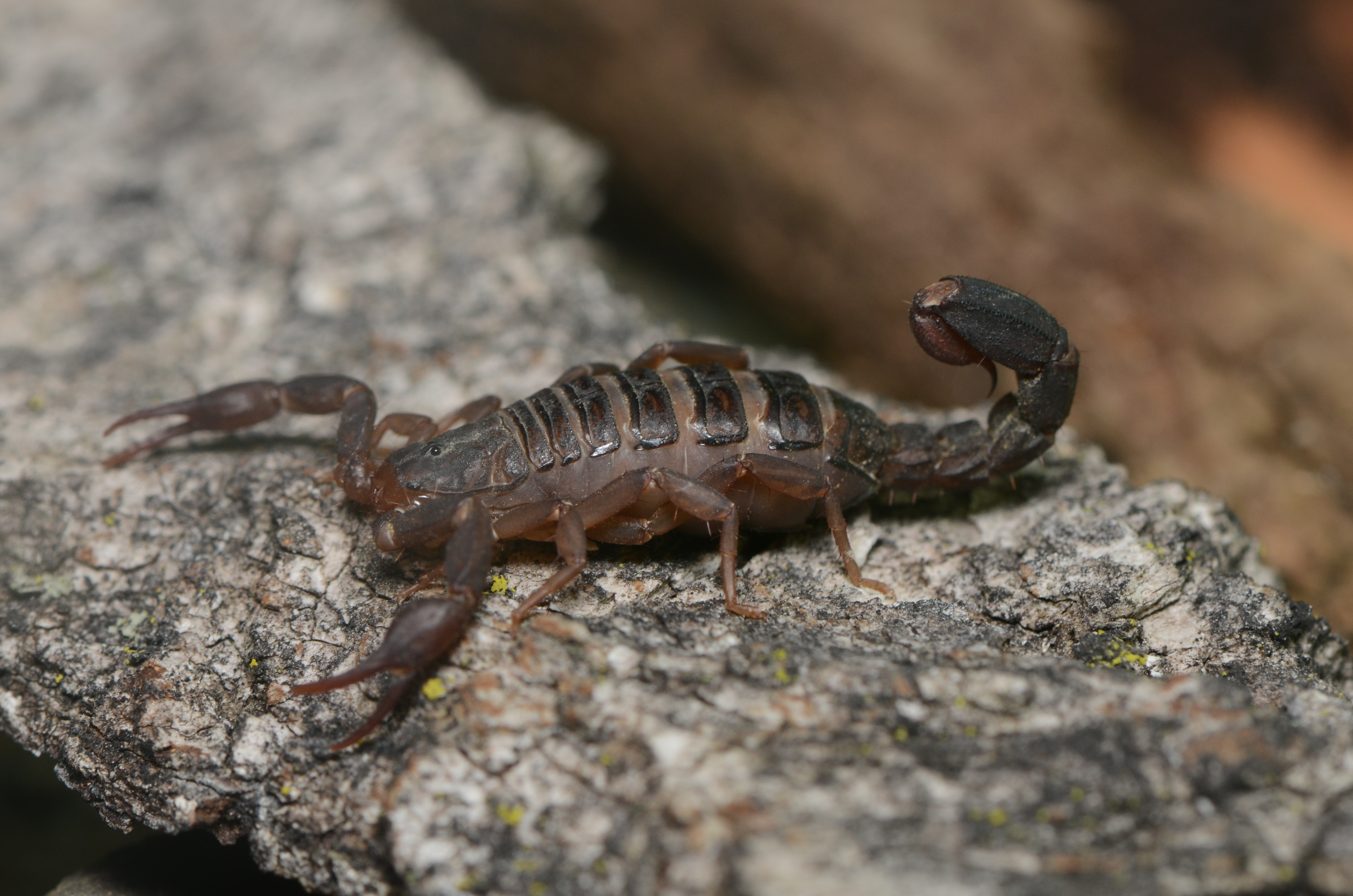
Escorpião grávida

Em animais vivíparos, o embrião se desenvolve dentro do corpo da mãe, em oposição ao exterior em um ovo (oviparidade). A mãe, então, dá à luz. A forma menos desenvolvida de viviparidade é chamada de ovoviviparidade, na qual a mãe carrega embriões dentro dos óvulos. A maioria das víboras exibe ovoviviparidade. A forma mais desenvolvida de viviparidade é chamada de viviparidade placentária; os mamíferos são o melhor exemplo, mas também evoluiu independentemente em outros animais, como em escorpiões, alguns tubarões e em vermes de veludo. Os filhotes vivíparos vivem de forma independente e requerem um suprimento externo de alimentos desde o nascimento. Certos lagartos também empregam esse método, como os gêneros Tiliqua e Corucia. A placenta está ligada diretamente à mãe nesses lagartos, o que é chamado de matrotrofia vivípara.
Animais ovovivíparos se desenvolvem dentro de ovos que permanecem dentro do corpo da mãe até que eclodam ou estejam prestes a eclodir. É semelhante à viviparidade em que o embrião se desenvolve dentro do corpo da mãe. Ao contrário dos embriões de espécies vivíparas, os embriões ovovivíparos são nutridos pela gema do ovo e não pelo corpo da mãe. No entanto, o corpo da mãe fornece trocas gasosas. Os jovens de anfíbios ovovivíparos às vezes nascem como larvas e sofrem metamorfose fora do corpo da mãe.
A família de peixes Syngnathidae tem a característica única de as fêmeas depositarem seus ovos em uma bolsa incubadora no peito do macho, e o macho incubar os ovos. A fecundação pode ocorrer na bolsa ou antes da implantação na água. Incluídos em Syngnathidae estão os cavalos-marinhos, os peixes-cachimbo e os dragões-marinhos comuns e folhados. Syngnathidae é a única família no reino animal à qual o termo "gravidez masculina" foi aplicado.